# Comitê da Bacia Hidrográfica do Rio São Francisco

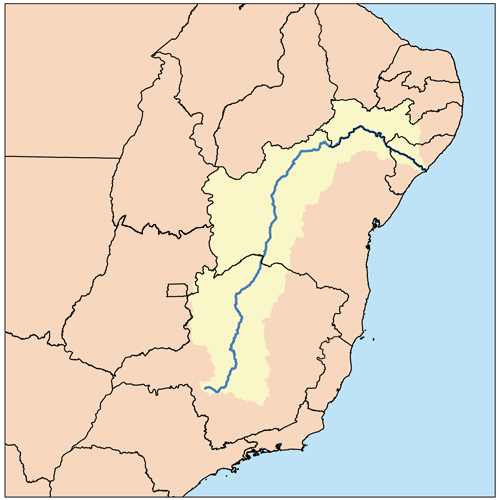
Bacia do Rio São Francisco

O Comitê da Bacia Hidrográfica do rio São Francisco é a entidade, criada pelo Decreto presidencial s/n°, de 5 de junho de 2001, responsável pela gestão dos recursos hídricos na Bacia Hidrográfica do rio São Francisco, e que compreende, em sua área de atuação, sete unidades federativas: Bahia, Alagoas, Sergipe, Pernambuco, Minas Gerais, Goiás e Distrito Federal. O Comitê da Bacia Hidrográfica do rio São Francisco é formada pela seguinte estrutura: Presidência, Vice-Presidência, Secretaria Executiva, Diretoria Colegiada, Diretoria Executiva, Plenário, Câmaras Técnicas e Câmaras Consultivas Regionais.